# Ruth Rubio Marín
Ruth Rubio Marín (Sevilla, 6 de octubre de 1969) es una abogada española, catedrática de derecho constitucional de la Universidad de Sevilla y Directora de la Cátedra Unesco de Derechos Humanos e Interculturalidad de la Universidad Internacional de Andalucía. Su trayectoria académica y profesional se ha desarrollado en el ámbito del constitucionalismo, el género, las migraciones y la justicia transicional.

## Trayectoria
Rubio nació en Sevilla y es la tercera de cuatro hermanos. Su madre, natural de Tarragona, es psicóloga y dirigió un centro de psicología clínica en el barrio sevillano de Los Remedios. Cursó sus estudios en el Colegio Alemán y en el Instituto Fernando de Herrera de Sevilla. Posteriormente, completó el Curso de Orientación Universitaria (COU) en Toronto (Canadá), lo que influyó en su interés por el conocimiento y su apertura a diversas perspectivas académicas. Ha sido profesora en universidades como la Universidad de Nueva York y la Universidad de Princeton, en Estados Unidos. Además, entre 2008 y 2016, ocupó la cátedra de Derecho Público Comparado en el Instituto Universitario Europeo de Florencia, en Italia.
Es catedrática de derecho constitucional de la Universidad de Sevilla y Directora de la Cátedra Unesco de Derechos Humanos e Interculturalidad de la Universidad Internacional de Andalucía. Además de su trayectoria académica, Rubio es consultora de derechos humanos y experta en discriminación para la Unión Europea, la Organización de las Naciones Unidas y el Centro Internacional de Justicia Transicional de Nueva York. Ha sido invitada a impartir conferencias en decenas de países y ha participado en eventos organizados por instituciones como la Universidad Yale, donde protagonizó en 2019 la conferencia Gruber de Expertos sobre Derechos de las Mujeres y Justicia Global.
Sus investigaciones se centran en el análisis de cómo el derecho público construye y desafía categorías de inclusión y exclusión, con especial atención a las basadas en el género, la nacionalidad y la pertenencia a minorías. Es autora y compiladora de numerosos libros sobre constitucionalismo, y cuenta con un extenso trabajo en el ámbito del constitucionalismo feminista. Desde 2019, escribe columnas en elDiario.es y ha colaborado con otros medios, como El País y Le Nouvel Observateur. Su labor divulgativa aborda cuestiones relacionadas con la igualdad de género, la justicia transicional y los derechos humanos.

## Reconocimientos
En 2018, Ruth Rubio Marín, fue reconocida por su trayectoria académica en justicia de género al ser incluida en el Mural del Legado a la Justicia de Género (Legacy Wall) creado en la sede de la Corte Penal Internacional (CPI). Este mural honra a 151 personas que han contribuido significativamente a la lucha contra la violencia de género, en particular la violencia sexual en conflictos armados, y a la promoción de la justicia para las víctimas. El reconocimiento destaca, especialmente, su trabajo en el ámbito de las reparaciones a las víctimas. Entre las personas homenajeadas también figuran personalidades como la actriz y filántropa estadounidense Angelina Jolie o el político británico William Hague.
Ese mismo año, fue distinguida con una de las Medallas de Sevilla en reconocimiento a su destacada labor social. Este galardón, otorgado por el Ayuntamiento de Sevilla, reconoce su trayectoria académica y su compromiso con la justicia social, en especial su trabajo en el ámbito de la justicia de género y las reparaciones a las víctimas de violencia.

## Obra
- 2022 – Global Gender Constitutionalism and Women's Citizenship: A Struggle for Transformative Inclusion. Cambridge University Press.[8]
- 2023 – The Political Subject. Con Stephanie Hennette Vauchez. Cambridge University Press.[9]
- 2024 – Constitucionalismo global y orden de género: una batalla por la inclusión transformada. Editorial Tirant Lo Blanch. ISBN 9788410711259.
- 2024 – Women, Gender, And Constitutionalism In Latin America. Con Francisca Pou Giménez y Verónica Undurraga Valdés. Routledge. ISBN 9781032382012.
- 2024 – El orden de género de la Constitución Española: lecciones del pasado y propuestas de reconstrucción paritaria. Con Octavio Salazar Benítez. Editorial Comares. ISBN 978-84-1369-753-6.
- 2024 – Non-discrimination And The AI Act. Con Lucía Bosoer, y Marta Cantero Gamito. Aranzadi. ISBN 9788411639651.[10]
- 2024 – Comparative Landscapes of Gender and Constitutionalism in Latin America. Con Francisca Pou Giménez, Verónica Undurraga Valdés y Natalia Morales Cerda. Routledge. ISBN 9781032382012.[11]